# Kościół Najświętszej Maryi Panny Królowej w Lublińcu
Kościół Najświętszej Maryi Panny Królowej – rzymskokatolicki kościół parafialny należący do dekanatu Lubliniec diecezji gliwickiej. Znajduje się w Kokotku, dzielnicy Lublińca.
Historia świątyni zaczyna się od zaadaptowania na kaplicę przez księdza Henryka Schmidta, proboszcza parafii św. Mikołaja w Lublińcu dawnej części restauracyjnej budynku, której właścicielką i ofiarodawczynią jednocześnie była Maria Piechota. Dla potrzeb nabożeństw została zaadaptowana główna sala restauracyjna, natomiast na zakrystię – pomieszczenie bufetu i zaplecza. Z powodu otrzymania z kościoła garnizonowego Podwyższenia Krzyża Świętego w Lublińcu figury św. Elżbiety, kaplica otrzymała wezwanie tej właśnie świętej. Pierwsza msza święta została odprawiona przez księdza Schmidta w dniu 26 grudnia 1940 roku. Kaplicę poświęcił w 1942 roku ksiądz prałat Franciszek Woźnica, wikariusz generalny diecezji katowickiej. W 1951 roku rozpoczęto starania o budowę świątyni. Władze jednak konsekwentnie odmawiały, ponieważ w Kokotku były organizowane obozy harcerskie oraz kolonie dla dzieci i młodzieży. W 1960 roku w Kokotku osiedlił się pierwszy stały duszpasterz – ksiądz Bolesław Kopiec, który rozpoczął prace remontowe związane z zaadaptowaniem budynku kaplicy dla potrzeb większej świątyni i plebanii. Rozbudowana kaplica została pobłogosławiona w dniu 21 maja 1961 roku przez księdza dziekana Pawła Misia i otrzymała wezwanie Najświętszej Maryi Panny Królowej. W dniu 16 maja 1980 roku przy kaplicy została erygowana samodzielna parafia. Od 2 lipca 2008 roku kaplicą opiekują się oblaci.